# Chiaramonte

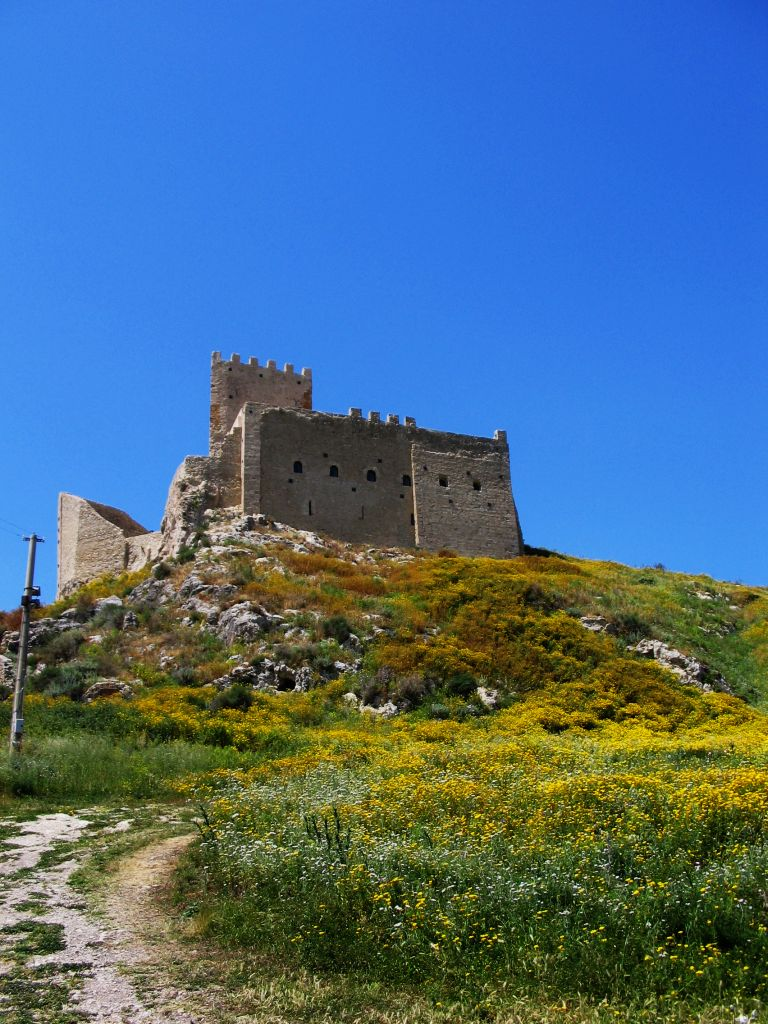
Castelo Chiaramonte em Palma di Montechiaro.

Chiaramonte é uma família nobre da Sicília, que afirma descendencia de Carlos Magno. A família se tornou a mais rica e poderosa na Sicília. No século 13 o casamento de Manfredi Chiaramonte com Isabella Mosca, uniu os dois municípios sicilianos de Módica e Ragusa. Por volta de 1307-1320, o casal ergueu a sede da família, o Palazzo Chiaramonte, em Palermo.